# Sophronitis gerhard-santosii
Sophronitis gerhard-santosii là một loài thực vật có hoa trong họ Lan. Loài này được (Pabst) C. Berg & M.W. Chase mô tả khoa học đầu tiên năm 2000.